# 닛신역 (사이타마현)
닛신역(일본어: 日進駅, にっしんえき)은 일본 사이타마현 사이타마시 기타구에 있는 철도역이다.

## 타는 곳
| 1 | ■ 가와고에 선 (사이쿄 선) | 오미야·무사시우라와·아카바네·이케부쿠로·신주쿠·시부야·오사키 방면 (린카이 선에 직결 운행) 신키바 방면 |
| 2 | ■ 가와고에 선             | 가와고에 방면                                                                                         |

## 역사
- 1940년 7월 22일: 영업을 개시함.
- 1985년 9월 30일: 전철화됨.
- 2009년: 역사 개축 공사가 완료될 예정임.

## 인접역
| 동일본 여객철도 ■ 가와고에 선 | 동일본 여객철도 ■ 가와고에 선 | 동일본 여객철도 ■ 가와고에 선 |
| ----------------------------- | ----------------------------- | ----------------------------- |
| 오미야 오미야 방면            |                               | 니시오미야 가와고에 방면      |